# 情熱!スポーツファイル
情熱!スポーツファイルは、スカイ・エー開局20年の記念番組として2010年10月から12月まで放送された番組である。

## 概要
- スカイ・エー開局20周年に寄せて、スカイ・エーで取り上げる種目、またはスカイ・エーにゆかりのある人物にスポットを当て、その名勝負や選手のエピソードを本人（放送時故人となった木村は除く）や関係者のインタビュー他で描いていく。

## 取り上げた人物・競技
1. バスケットボール・川村卓也
2. サッカー・ハビエル・サネッティ
3. プロ野球・中西太
4. ゴルフ・藤本麻子
5. プロ野球・湯舟敏郎
6. ボウリング・田中美紅
7. 東京六大学野球・慶應義塾大学
8. バスケットボール・間宮佑圭
9. 高校野球・箕島高等学校と尾藤公
10. スノーボード・青野令
11. アメリカンフットボール・金岡禧友
12. プロ野球・木村拓也